# Blanca Uriarte
Blanca Uriarte Fernández de Pinedo (Vitoria, 1961) conhecida como Blanca Uriarte é uma poetisa espanhola.

## Carreira

### Obras individuais
- De humo y nada. Madrid: Editorial Poesía eres tú, 2010.[2]
- Deja que el silencio hable. Madrid: Editorial Poesía eres tú, 2011.[3]
- En el saco roto de los días. Vitoria: Editorial Arte Activo de Vitoria, 2012.
- Sine homo. Madrid: Editorial Ediciones Rilke, 2013.[4]
- Dados de luna. Madrid: Editorial Ediciones Rilke, 2014.[5]
- Sin mando a distancia. Madrid: Editorial Ediciones Rilke, 2015. (Premio Asociación de editories de poesía, 2013)[6]

### Obras colectivas
- El amor, los espejos, el tiempo, el camino. Vitoria: Editorial Arte Activo de Vitoria, 2012.
- Un refugio. 30 escritores. Vitoria: Fundación de Estudios Jurídicos y Sociales, 2014.

## Prémios
- Prémio Associação de Editores de Poesia, 2013, por Dados de luna. Melhor livro de língua espanhola no ano 2013.